# Alexis de Redé
Alexis Rosenberg, baron de Redé, dit Alexis de Redé, né le 4 février 1922 à Zurich (Suisse) et mort le 8 juillet 2004 à Neuilly-sur-Seine (France), est un esthète, amateur d'art et collectionneur de mobilier. À dix-neuf ans, il rencontre à New-York le milliardaire chilien Arturo López Willshaw, devient son compagnon pendant près de quarante ans et hérite de la moitié de sa fortune au décès de ce dernier en 1962. Établi à Paris après la Seconde Guerre mondiale, il fait partie de la société mondaine parisienne pendant près de soixante ans. Quasi inconnu du grand public, il donne des fêtes fastueuses à l'hôtel Lambert durant les années 1950.

## Biographie

### Enfance et éducation
Alexis Dieter Rudolf Rosenberg, né le 4 février 1922 à Zurich (Suisse) est le fils d'Oskar Adolf Rosenberg, (1878-939), banquier austro-hongrois juif, anobli et titré baron hongrois le 26 mai 1916 par l'empereur François-Joseph d'Autriche, roi de Hongrie (cependant aucun décret ne semble avoir modifié l'état-civil Rosenberg en Rédé) et d’Édith von Kaulla, qui appartient à une riche famille de banquiers juifs allemands eux-mêmes anoblis et associés au roi de Wurtemberg dans la propriété de la banque de Wurtemberg.
Le titre de baron de Redé n'est pas mentionné dans l'Almanach de Gotha et sa validité a été mise en doute entre autres par Roger Peyrefitte qui écrit à ce sujet : « ...j'ai fait allusion à son origine ; il m'a fait écrire par son avocat que le titre de baron de Redé était reconnu dans la principauté de Liechtenstein ! C'est vraiment une référence inattaquable ! ».
Son père, brillant homme d'affaires, avait acquis une fortune considérable grâce à des opérations boursières menées avec le roi Nicolas de Monténégro dont il est le fondé de pouvoir,. Il possède depuis 1924 la plus jolie station balnéaire d'Allemagne, Heiligendamm, le « Deauville de la Baltique ».. Au début des années 2000, la Jewish Claims Conference (Conférence de restitution des biens spoliés aux Juifs) a ouvert un dossier d'examen sur la prise de contrôle de la station d'Heiligendamm, à l'époque nazie, par la Dresdner Bank, puis sa confiscation par le Troisième Reich. Elle a conséquemment ouvert un dossier d'éventuelle indemnisation des héritiers d'Oskar Rosenberg. Selon un historien local, Wolf Karge, le baron Alexis de Redé, contacté, aurait décliné tout appel et toute demande, « ne voulant rien avoir à faire avec le passé ». Toujours selon Karge, le jeune Alexis aurait vécu à Heiligendamm pendant l'été 1932.
À l'instar des riches familles d'Europe centrale de l'époque, les Rosenberg mènent une existence cosmopolite et voyageuse. Après s'être installé au Liechtenstein dont il prend la nationalité, Oskar Adolf Rosenberg loue une suite de seize pièces dans un grand hôtel de Zurich où il installe sa femme, son fils aîné, Hubert, et sa fille, atteinte de déficience mentale. C'est là que naît Alexis. Une armada de gouvernantes et de précepteurs veille sur les trois enfants qui sont élevés dans la religion protestante, bien que les familles de leurs deux parents soient de confession juive ; pour sa part, le père vit principalement à Vienne, d'où il mène ses affaires.
C'est en 1931 que s'annonce le déclin. Apprenant qu'elle est atteinte de leucémie, sa mère se rend à Vienne auprès de son mari ; elle y apprend qu'il entretient une maîtresse à Paris. Que ce soit sous le choc de cette révélation ou épuisée par la maladie, elle meurt trois semaines plus tard. Alexis qui a neuf ans, est aussitôt envoyé par son père à l'Institut Le Rosey, célèbre pension suisse où se côtoient les enfants de millionnaires et de familles royales. Il y sera le condisciple du futur Rainier III de Monaco et du futur shah d'Iran, le jeune Mohammad Reza Pahlavi, qui se souviendra de lui comme d'un garçon d'une « gracieuse langueur »[réf. souhaitée]. Alors qu'enfle l'ombre du nazisme, il y rencontre aussi l'antisémitisme dont il ne soupçonnait pas l'existence ; un jour, un camarade allemand s'excuse nonchalamment auprès de lui de ne plus pouvoir lui adresser la parole.
Ruiné, son père se suicide. Confié à un tuteur, il décide, en septembre 1939, de partir aux États-Unis et s'installe à New-York.

### Rencontre et liaison avec le milliardaire chilien Arturo López Willshaw
Alexis de Redé, qui ne cachait pas son homosexualité, fut longtemps le compagnon du milliardaire chilien Arturo López Willshaw. Leur liaison dura jusqu'à la mort du milliardaire en 1962. Il hérite alors de la moitié de sa fortune et d'une partie de l'importante collection d'art réunie dans son hôtel particulier de Neuilly-sur-Seine.
En 1941, à New York, il a alors dix-neuf ans, il fait la rencontre dans un restaurant de Manhatan, du milliardaire Arturo López Willshaw, marié et de plus de vingt ans son aîné. Le milliardaire a un coup de foudre pour Alexis de Redé. En 1946, il installe son grand amour dans l'hôtel Lambert qu'il loue à Paris et lui verse un million de dollars sur son compte.
Roger Peyrefitte donne une autre version de leur rencontre : « Un jour Arturo Lopez entre dans une banque new-yorkaise et aperçoit un ravissant et mince employé blond. Il l'invite à dîner, lui demande son nom : Alexis Rosenberg. Que le Tout-Paris connaît maintenant sous le nom de baron de Redé (...) Le Tout-Paris connaissait cette amitié, mais personne n'en parlait. Arturo était marié, Redé faisait la cour aux baronnes de Rothschild ou aux jeunes filles du monde. On annonçait de temps en temps ses fiançailles, et on faisait semblant d'y croire. Il fut éconduit d'une manière humiliante, lorsqu'il sollicita la main d'une fille du comte de Paris. ».

### Décorateur «grand genre» et collectionneur d'art
Alexis de Redé restaura pendant deux ans (1947-1949 ?) et meubla magnifiquement l'hôtel Lambert que loué  par Arturo López Willshaw.
Il collectionnait différents types d'objets d'art et livres précieux dans le goût fastueux dit « Europe centrale ». Pierre Bergé  écrit à son sujet : « Collectionneur avisé, il savait s'entourer d'objets d'art, de coupes de vermeil d'Augsbourg et de Dresde, d'émaux de Limoges et de Venise, qui ne pouvaient venir que de chez Nicolas Landau et de chez Kugel. Cet amateur aurait pu en remontrer à bien des professionnels (...) il était d'une insatiable curiosité. Il y a vingt ans (1975), lorsque l'hôtel Lambert fut à vendre, ses amis Guy et Marie-Hélène de Rothschild  s'en rendirent les maîtres et le partagèrent avec lui. C'est là, dans ce lieu d'un autre âge, qu'il termina ses jours. »
Sa collection fut dispersée lors de deux grandes ventes aux enchères publiques, menées par Sotheby's : la première à Monaco les 25 et 26 mai 1975 et la seconde, à Paris les 16 et 17 mars 2005.
Une suite de douze chaises articulées (pliantes ? avec piètement dit « en X ») « en trompe-l'œil de bois de rose » des décorateurs Georges Geoffroy (1905-1971) ou Paul Rodocanachi (1871-1952) selon un modèle conçu à cette époque pour l'hôtel Lambert et le yacht La Gaviota IV figura à la vente aux enchères publiques du mobilier d'un appartement parisien, à Boulogne-Billancourt (Hauts-de-Seine) le 28 mars 2019 (reproduction couleur dans La Gazette Drouot n°11 du 22/03/2019, p.160).

### Bals et fêtes
Alexis de Redé est connu pour ses fêtes fastueuses comme le Bal des Têtes, le 23 juin 1957, ou encore le Bal oriental en 1969, tous deux donnés à l'hôtel Lambert.

#### Le Bal des têtes
Le Bal des Têtes a pour particularité le port, par chaque invité, d'un faciès si possible fantasque. Un jury de personnalités avait la mission de choisir la coiffe la plus réussie pour lui décerner un prix. Yves Saint Laurent, alors jeune assistant de Christian Dior, contribue à l'organisation de cette soirée.

#### Le Bal oriental
Le 5 décembre 1969, Alexis de Redé donne  à l'hôtel Lambert un Bal oriental qui est pour lui une sorte « d’apothéose mondaine » et lui aurait coûté un million de dollars.
Il en eut l'idée à la suite de l'achat d'un mouchoir indien, et les invitations étaient la copie de ce mouchoir. Le décorateur Jean-François Daigre intervient dans la conception et la réalisation des décors. Alexandre Serebriakoff réalise notamment les plans de table, et une série de dessins à l'aquarelle.
Quatre cents invités y participent, parmi lesquels les personnalités les plus connues du Tout-Paris et de la café society internationale :
| - Baronne Marie-Hélène de Rothschild - Baron Guy de Rothschild - Baron David René de Rothschild - Baronne Philippine de Rothschild - M. Anténor Patiño, - Marie-Christine de Bourbon, duchesse de Dúrcal (Mme Anténor Patiño) - Vicomtesse Jacqueline de Ribes - Aline Griffith, comtesse de Romanones - Duc de Cadaval - Duchesse de Cadaval - Comte Armand de La Rochefoucauld - M. James Douglas - Mme Pierre Schlumberger - Baron Arnaud de Rosnay - M. Guy Baguenault de Puchesse - Vicomtesse de Bonchamps - M. Vincente Minnelli - Mlle Marie Bell - M. Arturo Lopez-Willshaw - M. et Mme Maurice Goudeket - M. Graham Mattison - Mme Aimée de Heeren - Prince Rupert zu Loëwenstein | - Baron Thierry Van Zuylen van Nyevelt - Baronne Gaby Van Zuylen van Nyevelt - Baronne de Günzburg - Baron Gérard de Waldner - M. Michel David-Weill - M. Jean-Claude Abreu - M. José Espirito Santo Silva - Mme Angelica Lazenska - M. Serge Lifar - M. Kenneth Jay Lane - M. Konrad Henkel - Prince Jean de Tour et Taxis - Mme Porfirio Rubirosa - Mme Aileen Mehle - Salvador Dalí, marquis de Dalí de Púbol - M. Valérian Styx-Rybar - M. Jean-François Daigre - Mme Dolores Guinness - Mlle Brigitte Bardot - Reine Marguerite II de Danemark - Henrik, prince consort du Danemark |

Le maître de maison était costumé en prince mongol. Deux éléphants blancs en papier mâché, grandeur nature, accueillaient les invités dans la cour de l’hôtel. Des « esclaves noirs » torse nu portaient les torches dans le grand escalier menant à la salle de bal, tandis que des automates jouaient de différents instruments, disposés dans la majestueuse galerie d'Hercule. Cette fête a fait l'objet de nombreux reportages, dans Vogue et Paris Match entre autres, et elle reste l'une des plus célèbres de l'après-guerre.
Alexis de Redé et la comtesse de Romanones figurent dans une des quatre photographies d'André Ostier prises à cette occasion (tirages argentiques en couleurs n° 69 à 72 du catalogue de la vente par la maison de ventes Pierre Bergé et associés de « Photographies modernes et contemporaines » le 20/12/2006 à la salle des Beaux-Arts de Bruxelles) ; sous le numéro 73 du catalogue figure un portrait photographique par Ostier de Rédé « en Louis II de Bavière » (Paris, 1954).

### Fin de vie
Le commissaire-priseur Simon de Pury écrit à son sujet : « Refusant d'admettre qu'il avançait en âge, Redé teignait en noir ses cheveux blancs . Il devint l'ami du chirurgien esthétique et jet-setteur brésilien Ivo Pitanguy. Quand il vous regardait à travers ses paupières mi-closes, il était imposible de savoir s'il prêtait attention à vous ou vous jugeait tout bonnement soporifique à côté des multiples facettes de sa vie de strass et paillettes. Le baron était peut-être bien l'homme au carnet d'adresses le mieux rempli que j'ai connu ».
L'illustrateur et décorateur Pierre Le-Tan écrit : « Il existe à Paris une poignée d'hommes qui, depuis des décennies, semblent ne pas avoir vieilli, ou presque. [Ainsi de] l'élégant baron de Redé, souvent drapé dans une cape et chaussé d'escarpins d'une finesse extrême. Ses cheveux acajou sont tantôt plaqués, tantôt légèrement bouffants. De loin, sa silhouette est celle d'un homme de quarante ans ».
Alexis de Redé meurt à Neuilly-sur-Seine le 8 juillet 2004). Sa messe de funérailles est dite en l'église Saint-Louis-en-l'Île le 14 septembre 2004, selon le rite tridentin de l'Église catholique par l'abbé traditionaliste Konrad zu Loewenstein. Il est inhumé au cimetière du Père Lachaise, dans la même tombe que son ami Arturo Lopez-Willshaw (88ème Division).

## Pour approfondir

### Pages connexes
- Arturo Lopez Willshaw
- Hôtel Lambert
- Rupert zu Loewenstein